# Stefan Kozlov
Stefan Kozlov (Skopje, Macedònia del Nord, 1 de febrer de 1998) és una tennista estatunidenc, de pares russos.
Va tenir una trajectòria júnior destacada disputant tres finals de Grand Slam, i va debutar al circuit ATP només amb quinze anys, però professionalment no va tenir la continuïtat que s'esperava.

## Biografia
Fill d'Andrei Kozlov i Larissa Kossareva, té un germà anomenat Boris que també juga a tennis. El seu pare és propietari d'una escola de tennis a Pembroke Pines, a la qual va començar a jugar a tennis amb cinc anys.